# Павло III
Павло́ III (лат. Paulus III; 29 лютого 1468, Челле-Лігуре — 10 листопада 1549, Рим) — 220-й папа римський (1534—1549). Гуманіст, меценат, патрон наук і мистецтв. Народився у містечку Каніно. Представник аристократичного роду Фарнезе. Обраний після смерті папи Климента VII (1534). Присвятив життя реформуванню Церкви, боротьбі з протестантизмом та іншими єресями, реставрації Рима. Дозволив діяльність Португальської інквізиції (1536). Заборонив рабство (1537). Ухвалив статут Товариства Ісуса (1540). Був одним з організаторів Тридентського собору (1545). Відновив Швейцарську гвардію (1548). Сприяв діяльності науковців, як-от Миколай Коперник, та митців, як-от Мікеланджело. Помер у Римі. У миру — Алесса́ндро Фарнезе́ (італ. Alessandro Farnese).

## Біографія

### Походження та кар'єра
Алессандро Фарнезе походив з аристократичного роду Фарнезе. Він мав двох братів та двох сестер. Одній із сестер — Юлії Фарнезе, яка мала стосунки з Олександром VI він завдячує своїй церковній кар'єрі. Здобув освіту в Римі та Флоренції.
У віці 25 років, не маючи духовного сану, отримав ряд єпархій.
Мав трьох дітей, визнаних Римською Курією законними. За часів Інокентія VIII апостольський протонотар у Римі. У 1493 Олександр VI під впливом свого зв'язку з його сестрою призначив Алессандро Фарнезе кардиналом-дияконом та скарбничим римської церкви. У 1509 папа Юлій II призначив його єпископом Парми. Маючи 51 рік, тобто у 1519 році, кардинал Фарнезе отримав сан священника й зайнявся політикою. При папі Клементі VII став єпископом Остії.

### Останній Папа епохи Відродження
Конклав, який вибрав його папою оцінив його дипломатичні здібності. Кардинали розраховували, що досвідчений в дипломатичних справах Фарнезе зможе вміло поладнати справи з Францією та Габсбургами. Початок його понтифікату не вказував на те, що він буде проводити реформи. Непотизм процвітав. Павло III призначив трьох своїх онуків кардиналами (двоє з них були неповнолітніми), а сину П'єтро Луїджі довірив посаду хорунжого католицької церкви. У 1545 році з областей герцогства Мілан створив Герцогство Парма, що залишалося в руках сім'ї Фарнезе до 1731 року.
Павло III докладав багато зусиль до відбудови Рима та укладання мирних договорів із Францією.

### Церковна політика та Тридентський собор

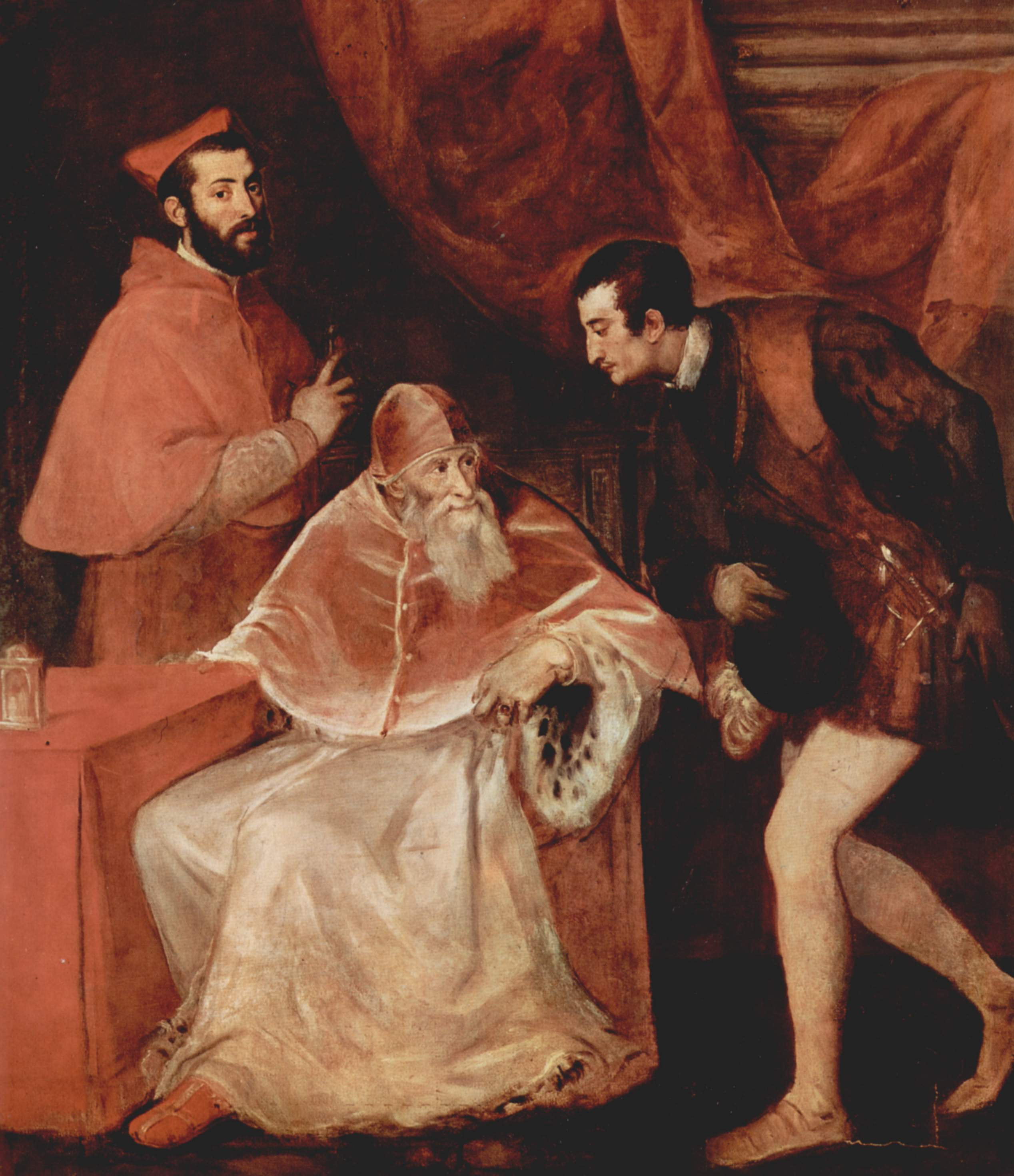
Папа Павло III та його онуки Александро та Оттавіо Фарнезе

Павло III намагався дотримуватися політики нейтралітету, однак у 1537 році уклав союз з Венецією проти турків. До цього альянсу приєдналися пізніше Карл V і Фердинанд Австрійський.
23 травня 1536 року дав дозвіл на заснування Португальської інквізиції.
29 травня 1537 року вийшла булла Sublimus Dei в якій заборонялося поневолення та рабство людей.
27 вересня 1540 року підтвердив у своїй буллі «Regimini militantis ecclesiae» статут Товариства Ісуса заснованого Ігнатієм Лойолою. 21 липня 1542 року заснував Верховну Священну Конгрегацію Римської і Вселенської Інквізиції (Licet ab initio die Congregatio Romanae et universalis Inquisitionis), що проіснувала до 1908 року.
Павло III продовжив будівництво Собору Святого Петра і залучив для цього Мікеланджело Буонарроті.
У 1548 році відновив розпущену раніше за умов Барселонського миру Швейцарську гвардію.
У 1545 році відкрився Тридентський собор, який мав виробити відповідь на реформацію Мартіна Лютера. При певній напрузі у стосунках з імператором Карлом V собор був перенесений у Болонью і діяв частково та з перервами.